# Iglesia de San José (Subiaco)
La Iglesia de San José (en inglés: St Joseph's Church) es el nombre que recibe un edificio religioso que pertenece a la iglesia católica y se ubica en la localidad de Subiaco, en el estado de Australia Occidental parte de Australia. La iglesia se abrió el 12 de agosto de 1934. Fue diseñada en el estilo gótico de entreguerras por el arquitecto Edgar Le Blond Henderson.